# Onthophagus neboissi
Onthophagus neboissi es una especie de insecto del género Onthophagus, familia Scarabaeidae, orden Coleoptera.

## Historia
Fue descrita científicamente por Frey en 1970.